# Lennox Lewis

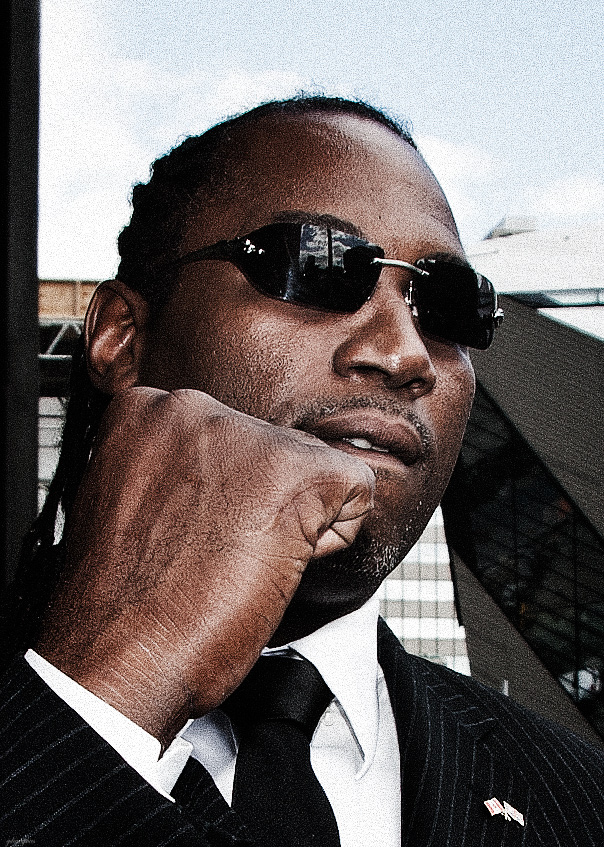
Lennox Lewis in 2010

Lennox Claudius Lewis (Londen, 2 september 1965) is een Brits-Canadees voormalig bokskampioen in het zwaargewicht.

## Samenvatting
Hij heeft 41 profwedstrijden gebokst waarvan 32 knock-outs en slechts twee verloren en één onbeslist. Met 1.96 m (6'5") en een gewicht rond de 112 kg (245 lbs), en een reach (spanwijdte) van 84 inch, wordt hij vaak een superzwaargewicht genoemd. Lennox Lewis had een grote naam, waardoor Muhammad Ali zijn titel aan hem gaf. Lewis vocht zijn laatste wedstrijd (gewonnen, TKO zesde ronde) op 21 juni 2003 tegen Vitali Klytsjko, die een jaar later zelf wereldkampioen zwaargewicht werd.

## Amateurcarrière
In 1984 deed hij mee aan de olympische spelen voor amateurboksen voor Canada. Hij verloor van de Amerikaan Tyrell Biggs. In 1988 probeerde hij het weer, en won de gouden medaille met een tweede ronde technische knock-out van toekomstig kampioen Riddick Bowe.

## Profcarrière
Daarna werd hij professioneel bokser. Hij won al snel Britse en Europese zwaargewichtstitels, in 1990 en 1991. Ongeslagen in 17 gevechten, nam hij het op tegen zijn olympische rivaal Tyrell Biggs en won in de derde ronde op technische knock-out. In 1992 nam hij het op tegen de hard stotende Donovan "Razor" Ruddock, die net 12 rondes tegen Mike Tyson had gebokst zonder knock-out te gaan. De winnaar van het gevecht had een gegarandeerde kans om voor de wereldtitel te boksen.
Ondanks dat Ruddock de grote favoriet was, won Lewis de wedstrijd met een harde rechter die Ruddock vloerde. Ruddock kwam overeind, maar werd gedomineerd vanaf dat punt en Lewis zou z'n gevecht voor de wereldtitel krijgen.
Echter, de wereldtitelhouder van dat moment, Riddick Bowe, voelde er niets voor en dumpte z'n WBC-kampioensriem zowel letterlijk als figuurlijk in de prullenbak. In een persconferentie beweerde hij dat er te weinig geld was. Het was echter een gevecht met grote publieksinteresse omdat Lewis al van Bowe had gewonnen toen beiden amateurs waren. Later zou Bowe zijn andere twee titels (WBA & IBF) verliezen aan Evander Holyfield.
Lewis werd door het terugtrekken van Bowe de nieuwe WBC-wereldkampioen.

## Eerste verlies
Lewis ging door en won z'n volgende drie gevechten, maar in 1994 verloor hij door een knock-out in de 2e ronde van Oliver McCall. Lewis vocht agressief en werd hard geraakt tijdens een stootuitwisseling, ging neer en stond op toen de scheidsrechter bij 'zes' was. Deze besloot echter dat Lewis niet in staat was door te gaan en beëindigde het gevecht. Velen vinden dat het gevecht te vroeg gestopt werd, zeker omdat de WBC-wereldtitel op het spel stond. McCall was een vechter die werd gesteund door Don King, en op deze omstreden K.O. had King volgens velen invloed. Lewis kreeg toch veel kritiek na dit gevecht, omdat hij na 1 stoot knock-out was.
Lewis nam Emanuel Steward als trainer die hem een meer behouden en minder agressieve stijl aanleerde, hem achter z'n linkse directe leerde te werken en gebruik te maken van z'n gebruikelijke gewichts- en lengtevoordeel.

## Redemptie
Hij won zijn volgende vier gevechten, inclusief een zesde ronde knock-out tegen de hard stotende Tommy Morrison en een zwaar bevochten, nauwe winst op punten tegen Ray Mercer.
In 1997 vocht hij de rematch met Oliver McCall en Lewis was die avond enorm gebrand om te winnen. De WBC-wereldtitel was vacant omdat Mike Tyson liever achter de WBA-titel aan ging dan tegen Lewis te moeten boksen. Het resultaat was de nummers 2 en 3 op de lijst laten boksen voor de vacante titel. Lewis had hiermee de gouden kans om twee vliegen in één klap te slaan, want Oliver McCall was toevallig de nummer 3.
McCall dacht dat hij op dezelfde manier kon winnen; het was alleen een kwestie van tijd om de stoot te vinden. Echter, Lewis, die zijn stijl had aangepast door trainer Stewart, vocht heel slim en na de 3e ronde, toen McCall veel klappen incasseerde, raakte hij gefrustreerd. McCall kwam net uit een afkickcentrum en had niet in de ring mogen zijn. Tijdens de 4e ronde liet hij z'n dekking zakken en keek niet eens naar Lewis. Lewis dacht dat McCall een val had gezet, dus koos hij geduldig zijn stoten vanaf een afstand. Na het einde van de vierde ronde liep hij doelloos rond in de ring, huilend, in plaats van naar zijn hoek en trainer te gaan. De 5e ronde was meer van hetzelfde en toen McCall, bekend om zijn 'stalen kin', heel veel stoten incasseerde en niets terugdeed, beëindigde scheidsrechter Mills Lane het gevecht en had Lewis zijn enige verlies als professioneel gewroken. McCall had een nervous breakdown.
In 1997 vocht hij tegen de Pool Andrew Golota. Golota had het jaar daarvoor tweemaal Riddick Bowe met gemak verslagen; hij werd echter tijdens beide wedstrijden terecht op lage stoten gediskwalificeerd. Lewis won indrukwekkend in de eerste ronde, via knock-out.
In 1998 vocht hij tegen de zwaar stotende Shannon Briggs voor de lineaire wereldtitel. Briggs had zojuist een majority decision over Big George Foreman gewonnen. De winnaar mocht Lewis uitdagen. Lewis won op een 5e ronde technische knock-out na een lastige eerste ronde voor Lewis. Briggs ging vier keer neer voordat hij capituleerde.

## Alle wereldtitels
In een strijd om alle wereldtitels vocht hij in 1999 met de Amerikaan Evander Holyfield, die Mike Tyson tweemaal had verslagen en een helse trilogie met Riddick Bowe had gevochten. De wedstrijd was heel erg eenzijdig, Lewis won minstens 10 van de 12 ronden. Echter, de officiële jury gaf een draw.
Het is zo goed als zeker dat Don King hierachter heeft gezeten. Met Lennox Lewis als onbetwiste kampioen wist hij dat zijn macht over de zwaargewichtdivisie enorm zou krimpen.
Het kon dan ook niet anders dat er een rematch zou komen. Ditmaal vocht Lewis agressiever om de jury meer te beïnvloeden en won 8 van de 12 rondes. Dit keer kreeg hij wel de winst van de jury.

## Tweede tegenslag
Na nog drie titelverdedigingen in het jaar 2000 (Michael Grant, Francois Botha en David Tua) nam hij het in 2001 tegen de Amerikaan Hasim Rahman op. Rahman werd gezien als een zwakke tegenstander en was dan de underdog. Hasim Rahman had behalve een knock-outoverwinning tegen de toen nog relatief onbekende Corrie Sanders namelijk vrij weinig bereikt om zomaar een titelgevecht tegen Lewis te krijgen. Ook Lewis nam Rahman niet serieus. Hij trainde weinig voor het gevecht, was afgeleid en kwam de desbetreffende avond de ring zwaarder dan normaal binnen. Het bleek dat Lewis Rahman onderschat had, toen Rahman met een harde rechter Lewis knock-out sloeg in de vijfde ronde. Lewis viel hard neer op het canvas en wist niet binnen de reguliere tien seconden overeind te komen. Lewis kreeg wederom zware kritiek omdat hij voor de tweede keer met één stoot knock-out was gegaan.

Zeven maanden later was er een rematch. Dit keer was Lewis enorm gefocust en domineerde de wedstrijd. Nadat hij de eerste drie ronden overduidelijk en zonder moeite wist te winnen sloeg hij Rahman in de vierde ronde met een prachtige rechter knock-out. Deze knock-out is ironisch genoeg in vele 'knock-out-top-tiens' te vinden, onder andere op YouTube. Lewis had zijn wraak en de titels terug.

## Gevecht met Mike Tyson
In 2002 kwam het gevecht waar hij al jaren op hoopte; een gevecht met 'Iron' Mike Tyson, in Memphis, TN. Dit was een van de grootste gevechten van de afgelopen twintig jaar en leverde het meeste geld ooit op. Alleen al de Pay-Per-Viewopbrengst was 108 miljoen dollar.

De grote meerderheid van de mensen dacht dat Tyson zou winnen. Tyson won de eerste ronde maar het werd al gauw duidelijk dat de man, die maar liefst 16 jaar geleden de wereldtitel won op twintigjarige leeftijd, ook wel bekend als 'Iron Mike', niet meer dezelfde was. Lewis domineerde het gevecht vanaf de tweede ronde en de desillusie onder de Tyson-fans was groot toen Tyson in de achtste ronde na een enorm eenzijdige afstraffing knock-out werd geslagen.

## Vitali Klytsjko
In 2003 vocht Lewis tegen het Oekraïense superzwaargewicht Vitali Klytsjko.
Het werd duidelijk dat Lewis' leeftijd van 37 jaar zijn tol eiste, en hij was duidelijk trager aan het worden. Vitali, toen 31, leek op zijn piek te zitten. Zijn cv van 31 knock-outs uit 32 overwinningen toonde zijn extreem harde stootkracht. En tijdens de eerste ronden bleek dit ook duidelijk. Vitali begon heel sterk en had Lewis een aantal keer in de problemen gebracht tijdens de 2e ronde. Lewis kwam echter terug met onder andere een waanzinnige opstoot en een stoot die maar deels raakte, maar een grote snee in het gezicht van Klytsjko opende. Hiermee zou hij de wedstrijd bepalen.

Klytsjko leidde op de scorekaarten van de jury met 4 ronden tegen 2 na de 6e ronde. Klytsjko begon sterk maar Lewis won de laatste twee ronden. Uiteindelijk bleek dit niets uit te maken want de ringdokter besloot dat de snee onder Klytsjko's oog te erg werd en beëindigde het gevecht, waarmee Lewis op technische knock-out won.

Er waren geruchten rondom een rematch die Vitali wilde, maar een halfjaar later besloot Lewis zijn professionele bokscarrière te beëindigen als kampioen. Velen bekritiseren Lennox voor die keuze omdat deze laatste overwinning erg betwist zou zijn.

## Nalatenschap
Omdat McCall en Rahman beiden met één stoot een knock-outoverwinning kregen, wordt Lennox Lewis vaak bekritiseerd om een zwakke 'kin', oftewel een weinig stootabsorptievermogen. Echter, nadat Stewart zijn boksstijl had aangepast heeft hij alleen verloren toen hij nauwelijks trainde, en afgeleid was door bijvoorbeeld de opnames van Ocean's Eleven tegen Hasim Rahman. Tevens heeft hij een recordaantal zware stoters verslagen: Ruddock, Tucker, Bruno, Morrison, Mercer, Golota, Briggs, Grant, Tua, Tyson en Klytsjko. Velen weten dan ook niet dat Lewis in zijn gehele professionele carrière maar twee keer is gevloerd. Zelf kan hij ook enorm hard stoten, wat gezien kan worden aan het feit dat hij slechts twee ronden nodig had om Ruddock knock-out te slaan. Opmerkelijk is dat vlak daarvoor Mike Tyson Ruddock in twee partijen wel wist te vloeren, maar niet knock-out wist te krijgen.

Lewis is een veelzijdige bokser die als een van de weinigen kan claimen dat hij elke tegenstander die hij bevochten heeft, verslagen heeft. Boksexperts plaatsen hem in de top 15 van zwaargewichtkampioenen aller tijden, soms zo hoog als plaats 5.

Bokshistoricus Monte D. Cox heeft hem op plaats 9 in zijn lijst van beste zwaargewichten aller tijden.
Opmerkelijk, van zijn 41 overwinningen hebben 12 boksers minimaal een van de vier wereldkampioensbelts (De betrokken organisaties zijn de WBC, WBA, IBF en WBO) gehouden. Namelijk Mike Weaver, Tony Tucker, Frank Bruno, Tommy Morrison, Ray Mercer, Oliver McCall, Henry Akinwande, Shannon Briggs, Evander Holyfield, Hasim Rahman, Mike Tyson en Vitali Klytsjko. Let wel, andere boksers als Donovan Ruddock, Andrew Golota, Francois Botha en David Tua vallen hier niet onder maar zijn ook zeer grote namen in de sport.
Lennox Lewis is drievoudig wereldkampioen met in totaal 14 succesvolle verdedigingen van zijn titel, nummer 3 op de lijst van alle zwaargewichten uit de geschiedenis na 1. Joe Louis met 25 keer opeenvolgend, en 2. Larry Holmes met 18 titelverdedigingen in totaal.